# التهاب الجراب
التهاب الجراب أو التهاب التجويف الكيسي (بالإنجليزية: Bursitis)‏ هو التهاب في جِراب واحد أو أكثر وهو ( كيس صغير ) في الجسم يحتوي على السائل الزليلي. تكون متراصة وعليها غشاء زليلي والذي يفرز سائل زلالي مزلق. كما أن هناك أكثر من 150 جِراب في جسم الإنسان وتوجد في مناطق احتكاك الأعضاء الداخلية بالعظام مثل العضلات والأوتار.
يخلق الجراب السليم سطحاً سلِساً وزلِقاً لحركة طبيعية بدون احتكاك ولا ألم. ولكن عندما يحدث الالتهاب الكيسي فإن الحركة المعتمدة على الجراب الملتهب تكون صعبة ومؤلمة. وعلاوة على ذلك فإن حركة الأوتار والعضلات على الكيس الملتهب تزيد من التهابه، وهذ قد يؤدي إلى استمراية المشكلة. كما أن العضلة قد تتيبس.

## علامات المرض وأعراضه
عادةً ما يصيب الالتهاب الكيسي الأكياس السطحية. وتشمل جراب تحت الأخرم، وجراب أمام الرضفة، وجراب رجل الوز. تختلف أعراضه من الدفء الموضعي واحمرار في الجلد إلى ألم في المفاصل وتصلب إلى ألم لاذع يحيط المفصل حول الجِراب الملتهب. وفي هذه الحالة غالباً ما يكون الألم أسوأ أثناء الحركة وبعدها، لذلك يكون الجراب والمفصل المحيط به متصلبين في صباح اليوم التالي.

## المسببات
غالباً ما تكون مسببات الاتهاب الكيسي متعددة العوامل. فالرضح، والاضطرابات المناعية، والعدوى، والخطأ العلاجي جميعها قد تسبب الاتهاب الكيسي. والسبب الشائع للالتهاب الكيسي هو كثرة الحركة والضغط الزائد. المناطق الأكثر تضرراً هي الكتفين، والمرفقين، والركبتين. قد تسبب حالات الالتهاب الأخرى كالالتهاب الروماتزمي، والتصلب الجلدي، والذئبة الحمامية المجموعية، والنقرص الالتهاب الكيسي.وأيضاً نقص المناعة والذي يشمل فيروس الإيدز والسكري.
نادراً ما يكون بسبب جنف الكتفين، وعلى الرغم من ذلك فإن السبب الشائع للالتهاب الكيسي في الكتف هو الإفراط في استعمال مفاصل وعضلات الكتف. الإصابات الرضحية هي سبب أخر لهذا المرض. يتهيج الالتهاب لأن مكان الجراب الأصلي الصغير بين العظم والعضلة الوظيفية أو الوتر لم يعد يتسع له. عندما يزيد العظم الضغط على الجراب فإنه ينتج عن ذلك الالتهاب الكيسي. وفي بعض الأحيان يكون سببه غير معروف.

## أمثلة شائعة لهذا المرض
- التهاب جراب أمام الرضفة، "ركبة ربة المنزل "
- التهاب جراب تحت الرضفة، "ركبة القسيس "
- التهاب الجراب المدوري، ويكون الألم في جانبي الورك.
- الالتهاب الكيسي الزج، "كوع الطالب "، ويتميز بألم وانتفاخ في الكوع.
- التهاب الجراب تحت الأخرم,ويكون الألم في الكتف وهو الشكل الشائع للالتهاب الكيسي.[4]
- التهاب الجراب العرقوبي.
- التهاب الجراب خلف العقبي.
- التهاب جراب إسكي، "أسفل الحائك "
- التهاب جراب العضلة القطنية.
- التهاب الجراب الوزي.

## طرق العلاج.
من المهم التفريق بين الالتهاب الكيسي المعدي وغير المعدي. قد يظهر على الأشخاص التهاب الهلل المحيطي وأعراض جهازية تشمل الحمى. يجب أن يُشفط الجراب لمنع عملية العدوى. قد يعالج الجراب غير المعدي عرضياً بأخذ قسطاً من الراحة، ووضع كمادات ثلج، والخضوع للعلاج الطبيعي، وأخذ أدوية مضادة للالتهابات، والمسكنات. وبما أن الالتهاب الكيسي يحدث بسبب زيادة الاحتكاك، فلا يُنصح بضمادة ضغط لأن الضغط يزيد من الاحتكاك حول المفصل.
يمكن استئصال الجراب أو شفطه في حالة الالتهاب الكيسي المزمن. يتطلب الجراب المعدي إلى مزيداً من التحقيق فيه وإلى علاج بالمضادات الحيوية.
وأيضاً إلى العلاج الستيرويد. في حالات فشل جميع العلاجات التحفظية، فيمكن اللجوء إلى العلاج الجراحي عند الضرورة. يستأصل الجراب إما بالتنظير أو عن طريق الجراحة المفتوحة. يعود الجراب وينمو مرة أخرى بعد مرور أسبوعين ولكن بدون أي التهابات.